# Plaza de Urquinaona
La plaza de Urquinaona de Barcelona (oficialmente en catalán: plaça d'Urquinaona) es una plaza en el barrio de la Derecha del Ensanche del distrito del Ensanche, en la frontera con el barrio de Sant Pere, Santa Caterina i la Ribera del distrito de Ciutat Vella. Confluyen la Ronda de San Pedro, la Vía Layetana y las calles Fontanella, de Ausiàs March, la de Pau Claris, la de Trafalgar y la de Roger de Lauria. Surge una de las bocas de la Estación de Urquinaona, de las líneas L1 y L4 del Metro de Barcelona.

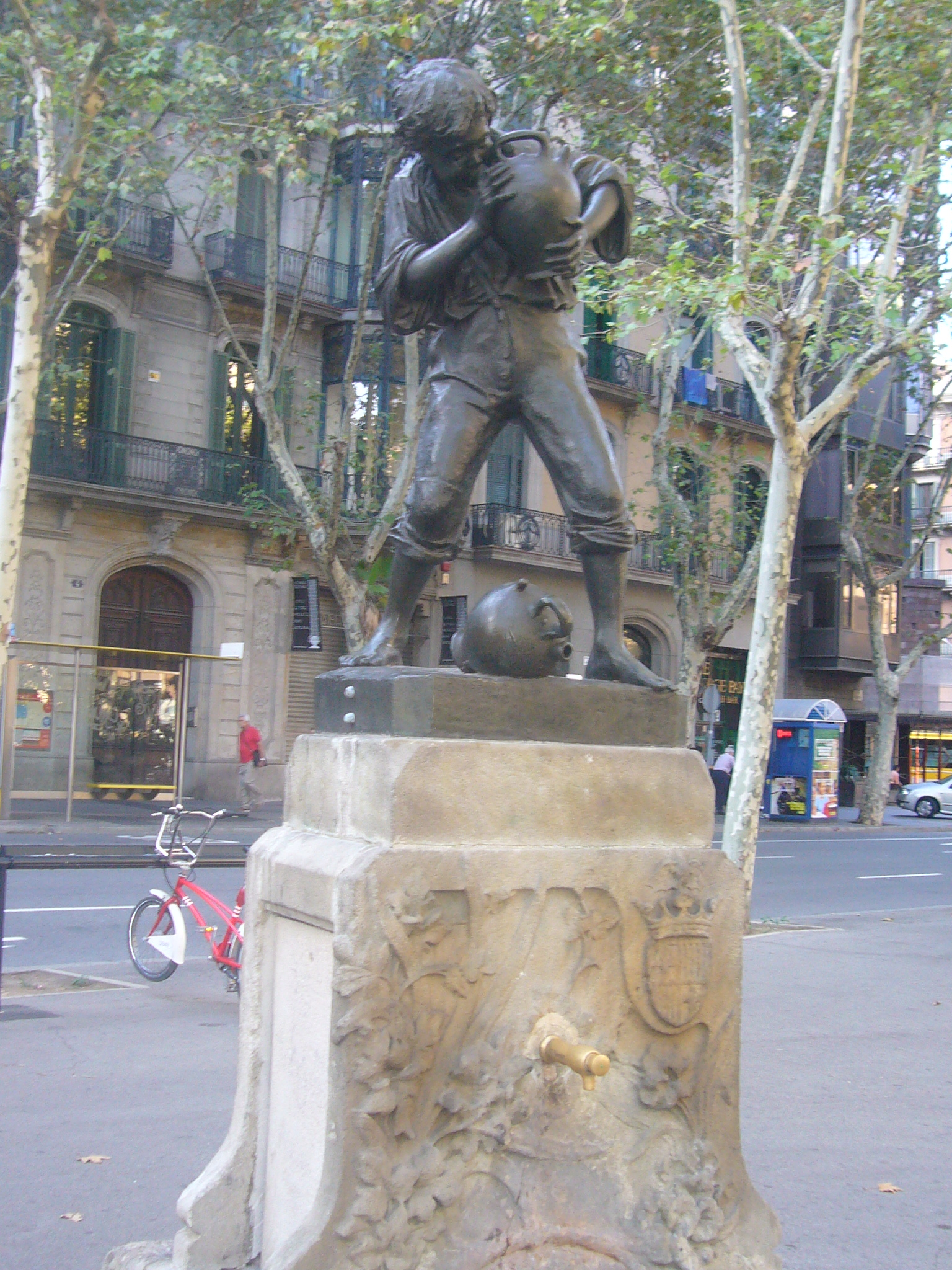
Fuente del Chico de los cántaros, obra de Josep Campeny

Fue llamada en honor de José María Urquinaona y Bidot (Cádiz 1813 - Barcelona 1883), obispo de Barcelona desde 1878 hasta 1883. La plaza fue creada el año 1857, después de la demolición de los baluartes de San Pedro y de Junqueras. Su primer nombre fue plaza Nueva de Junqueras.
La superficie urbanizada es de 18.050 metros cuadrados, con un área ajardinada central donde está la Fuente del Chico de los Cántaros, obra del año 1912, del escultor Josep Campeny. El edificio más alto de la plaza es la Torre Urquinaona. El Teatro Borrás es otro edificio destacado. En la esquina entre Trafalgar y Vía Layetana está la sede del Conservatorio Superior de Música del Liceo. En la plaza se encuentra también el castizo bar gallego Bágoa, especializado en jamón, que es frecuentado, entre otros, por el periodista y tertuliano José Miguel Villarroya.